# 8874 Сьовасіндзан
8874 Сьовасіндзан (8874 Showashinzan) — астероїд головного поясу, відкритий 26 жовтня 1992 року.
Тіссеранів параметр щодо Юпітера — 3,594.
Названо на честь Сьовасіндзан (яп. しょうわしんざん(昭和新山) сьо:васіндзан).